# Plage de Karekare
Karekare  est un petit village côtier dans le nord de l’île du Nord de la Nouvelle-Zélande.

## Situation
Il est pris en sandwich entre la chaîne de Waitakere et une large plage de sable noir, très appréciée pour le surf.
Il est localisé à 35 km à l’ouest du centre-ville de la cité d’Auckland, au sud de la grande plage de la localité de Piha.

## Caractéristiques
Parc du Mémorial du Centenaire est la zone de captage de l’eau, qui couvre l’essentiel du terrain boisé natif provenant de la chaîne de Waitakere.

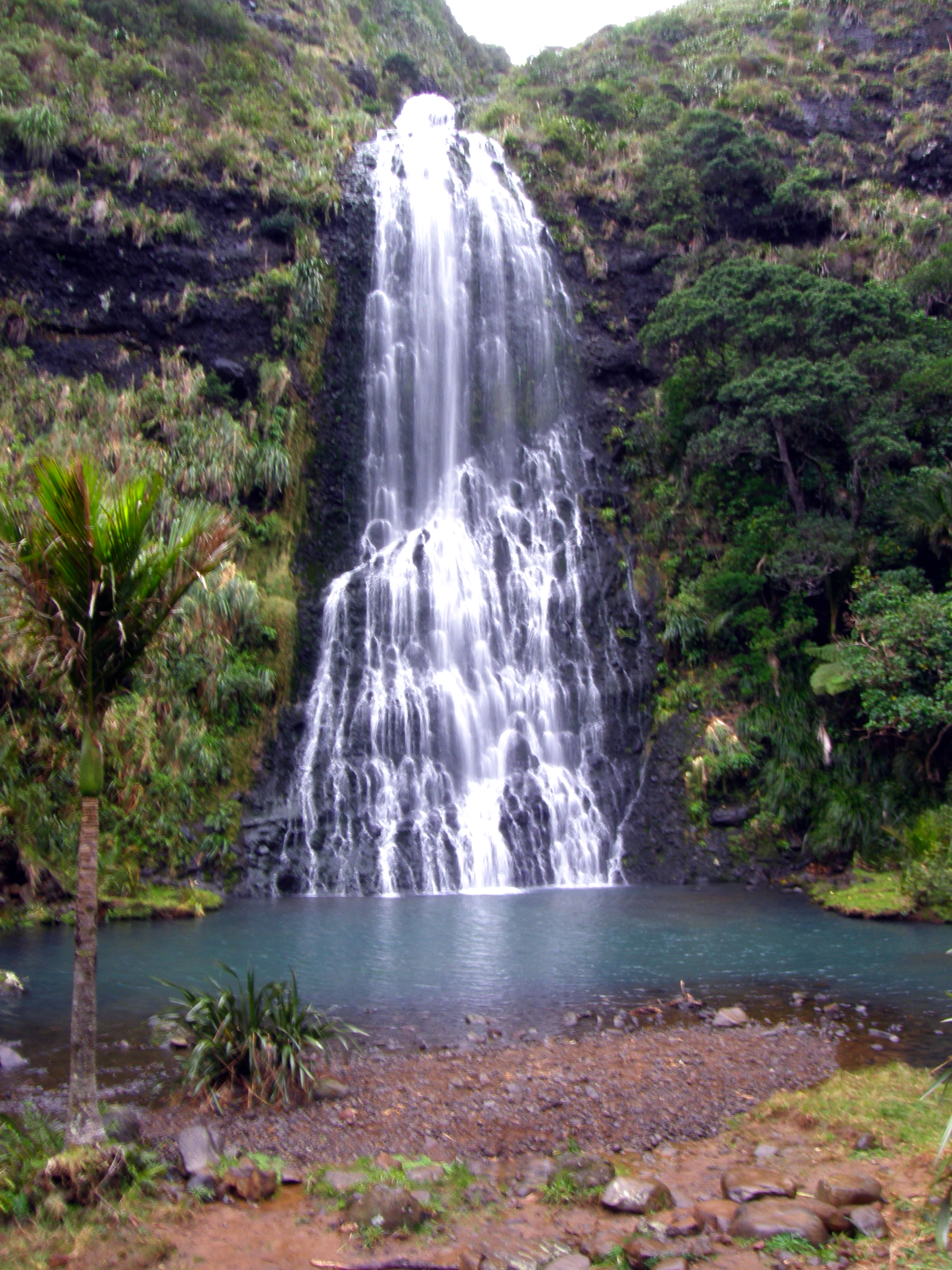
Chutes de Karekare

Une attraction locale est constituée par la chute de Waitakere appelée Karekare falls (en), qui nécessite une courte marche à partir de la route.

## Notoriété
Le village est l'objet d'une chanson des Crowded House dans l'album Together Alone, dont la plus grande partie a été enregistré à Karekare.
Certaines scènes du film La Leçon de piano ont été tournées sur la plage de Karekare.

## Éducation
Il y a une petite école primaire communale située à karekare, nommée Lone Kauri School avec environ 30 élèves.
C’est une annexe fonctionnant de façon indépendante à partir de l’école d’Oratia, sous la supervision d’un enseignant senior.

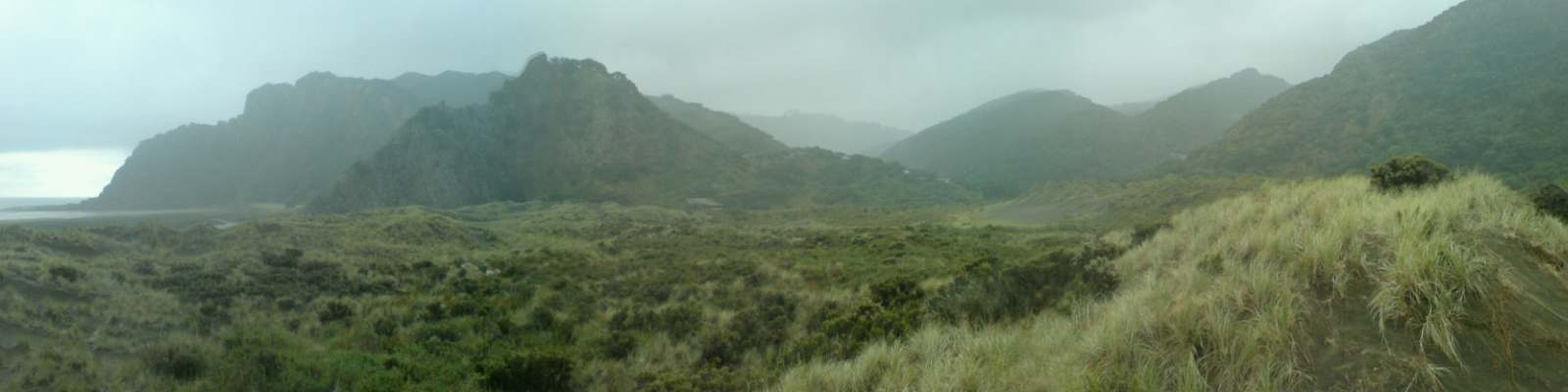
Extrémité sud de la plage